# توشيوكي كاجياما
توشيوكي كاجياما (باليابانية: 梶山季之) (2 يناير 1930، سول في كوريا الجنوبية - 11 نوفمبر 1975، هونغ كونغ في الصين)؛ صحفي وروائي ياباني.